# Juna de Leeuw
Juna de Leeuw (19 augustus 2001) is een Nederlands actrice die sinds 2013 actief is.
De Leeuw speelde onder meer in de televisieseries De Leeuwenkuil (gebaseerd op de boeken van Paul van Loon), Trollie en Oogappels en in meerdere films. Ook is zij meerdere malen te zien geweest bij het HUMAN-improvisatieprogramma De vloer op jr. In 2017 verscheen ze op het witte doek met de rol van Marieke in de film Storm: Letters van vuur.
Sinds 2023 studeert De Leeuw aan de Toneelacedemie in Maastricht.

## Filmografie
- Nederlandse Thesaurus van Auteursnamen: 383423228
- Virtual International Authority File: 311831001
- WorldCat: E39PBJdWKYhGGfGwpybJYgYwYP